# Diva Zappa
Diva Muffin Zappa (Los Angeles, 30 luglio 1979) è un'attrice statunitense.
È figlia del celebre musicista Frank Zappa.

## Filmografia parziale

### Cinema
- Anarchy TV, regia di Jonathan Blank (1998)
- Thank You, Good Night, regia di D. Charles Griffith (2001)
- Play Dead, regia di Jeff Jenkins (2001)
- Pledge This!, regia di William Heins e Strathford Hamilton (2006)
- Do Not Disturb, registi vari (2010)
- The Bloody Indulgent, regia di Ken Roht (2014)

### Televisione
- HOARS (Home Owner Association Regency Supreme) (2015)

## Doppiatrici italiane
Nelle versioni in italiano delle opere in cui ha recitato, Diva Zappa è stata doppiata da:
- Tenerezza Fattore in CSI: NY